# Günther Otto Schenck

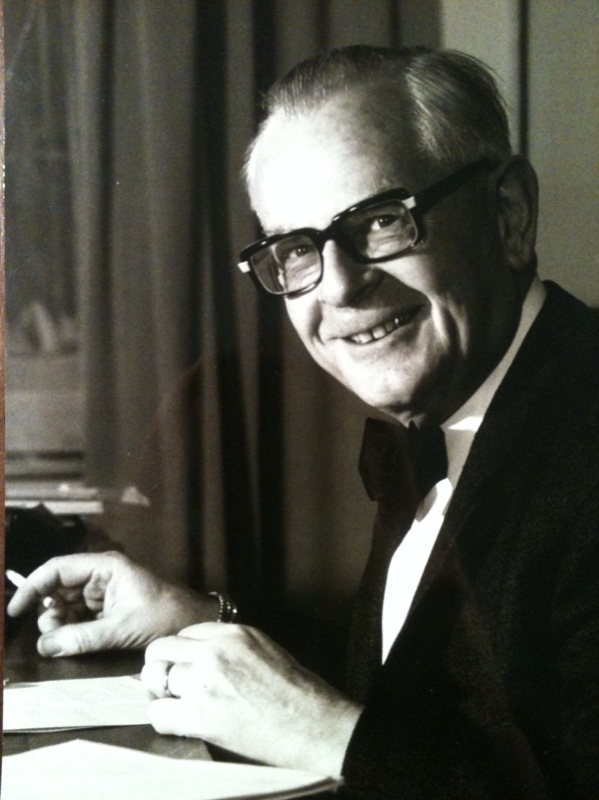
Günther Otto Schenck

Günther Otto Schenck (* 14. Mai 1913 in Lörrach; † 25. März 2003 in Mülheim an der Ruhr) war ein deutscher Chemiker, der sich mit Organischer Chemie, Photochemie und Strahlenchemie befasste. Er gilt als einer der Pioniere der Strahlenchemie in Deutschland.

## Leben
Nach dem Abitur in Heidelberg studierte Schenck an der Universität Heidelberg von 1932 bis 1937 zunächst Physik und Psychologie, danach Chemie. Als Student trat er im November 1933 in die SA ein und wurde im Mai 1937 Mitglied Nr. 5.069.439 der NSDAP. Ohne sich je mit nationalsozialistischen Aktivitäten oder Äußerungen hervorzutun, profitierte seine Karriere von der Parteimitgliedschaft. Während er diese auch nie leugnete, erwähnte er die Mitgliedschaft in der SA nach dem Krieg nicht mehr. Bereits 1936 war er seinem akademischen Lehrer Karl Ziegler an die Universität Halle gefolgt, wo er 1939 auch promoviert wurde. Obwohl zunächst zum Kriegseinsatz eingezogen, konnte Schenck wegen als kriegswichtig eingestufter Forschungen (Bekämpfung von Spulwurm-Infektionen) an die Universität zurückkehren. Mit Karl Ziegler gelang ihm die Synthese von Ascaridol gegen Wurminfektionen. Er habilitierte sich 1943 mit einer Arbeit über Autoxydation und Photoxydation in der Furanreihe und  war anschließend bis 1945 als Assistent am Chemischen Institut der Universität Halle tätig. Als Karl Ziegler 1943 einen Ruf als Direktor des Kaiser-Wilhelm-Instituts für Kohlenforschung in Mülheim an der Ruhr erhielt, bot man Schenck auf Betreiben Zieglers ebenfalls einen Mitarbeitervertrag an. Geplant war, dass Schenck nach Kriegsende seinem Mentor nach Mülheim folgen und die Leitung einer neu zu gründenden Abteilung für Organische Chemie übernehmen sollte.
Mit dem Ende des Zweiten Weltkrieges wurde Schenck jedoch zunächst im Zuge der Operation Paperclip von der amerikanischen Besatzungsmacht nach Heidelberg gebracht, wo man ihm eine akademische Berufstätigkeit vorerst untersagte. Er arbeitete stattdessen als Musiker und baute nebenbei ein Privatlabor zur kommerziellen Produktion von Ascaridol auf. Seit 1948 publizierte er über die photochemische Synthese des Ascaridols, betrieb klinische Studien und beschäftigte sich mit der Theorie der photosensibilisierten Reaktionen mit Sauerstoff. Seine zahlreichen Publikationen fanden Beachtung  in der akademischen Fachwelt, so dass er 1950 als außerplanmäßiger Professor für Organische Chemie an die Universität Göttingen berufen wurde. Es folgten Gastprofessuren in Frankreich (1967) sowie in Großbritannien (1974/75).
Schenck befasste sich schon in seiner Dissertation mit Cantharidin und forschte während des Zweiten Weltkriegs mit Ziegler und E. von Krockow an der Synthese von Cantharidin, das als Kontakt-Insektizid Verwendung finden sollte. Ihm gelang 1953 mit Karl Wirtz die Synthese mit photochemischen Methoden ähnlich wie beim Ascaridol (Photooxidation von Terpenen mit Chlorophyll als Photosensibilisator).
Als  Experte für Strahlenchemie führte Schenck in seiner Göttinger Zeit Gespräche mit der Deutschen Forschungsgemeinschaft, der Fraunhofer-Gesellschaft, der Max-Planck-Gesellschaft und der Deutschen Atomkommission mit dem Ziel, einen Forschungsschwerpunkt Strahlenchemie zu begründen. Boris Rajewsky, Biophysiker und seit 1955 Berater der Atomkommission, forderte Schenck auf, ein Konzept für ein Institut für Strahlenchemie zu entwickeln, was dieser auch tat. Ein weiterer Mitstreiter bei der Planung dieses Instituts war der nordrhein-westfälische Staatssekretär Leo Brandt.
Karl Ziegler, der ein Interesse daran hatte, dieses Institut nach Mülheim an der Ruhr zu holen, gelang es Schenck dazu zu bewegen, das fertige und auch bereits durchfinanzierte Konzept in Mülheim zu verwirklichen. So richtete man 1958 am Mülheimer Kohlenforschungsinstitut eine selbstständige Abteilung für Strahlenchemie ein, selbstständig insofern, als diese direkt Teil der Max-Planck-Gesellschaft wurde und somit eine Art Enklave im Institut für Kohlenforschung bildete, welches selbst seit 1937 den Sonderstatus einer rechtsfähigen Stiftung innerhalb der Max-Planck-Gesellschaft besaß. Gründungsdirektor dieser neuen, institutsähnlichen Einrichtung wurde Günther Otto Schenck. Bis zu seiner Emeritierung im Jahre 1981 gelang es ihm, die Abteilung zu einem eigenständigen Institut, dem Max-Planck-Institut für Strahlenchemie (ab 2003: Max-Planck-Institut für Bioanorganische Chemie, seit 2012: Max-Planck-Institut für Chemische Energiekonversion) auszubauen. Günther Schencks in Göttingen begonnene und in Mülheim fortgeführte Forschungsprojekte befassten sich u. a. mit der En-Reaktion, dem „Schenck-Mechanismus“ (Energieübertragung bei strahlungsinduzierten Reaktionen), der Selektivität ionisierender Strahlen, der Doppelkammerphotoreaktion zur Desinfektion von Trinkwasser sowie der UV/Peroxid-Behandlung von Abwässern. Außerdem beschäftigte sich Schenck mit Fragen des Klimaschutzes und des Waldsterbens. Seine mehr als 300 Fachpublikationen trugen maßgeblich dazu bei, dass sich die Strahlenchemie zu einer eigenständigen Teildisziplin innerhalb der Chemie entwickelte.

## Ämter und Auszeichnungen (Auswahl)
- Ehrenmitglied der Royal Society of Edinburgh (1959)
- Honorarprofessor der Universität Bonn (1961)
- Mitglied des Wissenschaftlichen Rats der Kernforschungsanlage Jülich (1961–1966)
- Hanauer Preis für  wertvolle Arbeiten auf dem Gebiet der Photochemie (1964)
- Vizepräsident der Rheinisch-Westfälischen Akademie der Wissenschaften (1972–1974)
- Vizepräsident des Comité Internationale de Photobiologie (1972–1976)
- Präsident der Deutschen Gesellschaft für Lichtforschung (1974)

## Nachlass
Der Nachlass von Günther Otto Schenck befindet sich im Archiv zur Geschichte der Max-Planck-Gesellschaft in Berlin.

## Werke (Auswahl)
- Alexander Schönberg: Präparative Organische Photochemie. mit einem Beitrag von G. O. Schenk, Springer-Verlag, Berlin-Göttingen-Heidelberg, 1958.
- Alexander Schönberg: Preparative Organic Photochemistry. 2. komplett überarbeitete Auflage von Präparative Organische Photochemie. Springer-Verlag, Berlin/Heidelberg/New York 1968. (in Zusammenarbeit mit G. O. Schenk, O.-A. Neumüller)